# القوات البحرية الألبانية
القوة البحرية الألبانية (بالألبانية: Forca Detare të Republikës së Shqipërisë) هي الفرع البحري للجيش الألباني. تغير اسمها من قوات الدفاع البحرية الألبانية في 2010. يقع المقر الرئيسي للقوة البحرية في دراس، وتدير قواعد متعددة، بما في ذلك قاعدة كيبي إ بالتي في دراس، وباشاليمان في فلوره.
تتشكل سفن القوة البحرية الألبانية غالباًً من زوارق دورية وزوارق دعم. تقوم القوة البحرية بتشغيل أربعة زوارق دورية كبيرة من فئة دامن ستان 4207، بُنيت ثلاثة منها في ألبانيا. جرى شراء بعض سفن القوة البحرية أو تبرعت بها إيطاليا أو الولايات المتحدة أو الصين أو الاتحاد السوفيتي. تقاعدت معظم القوارب السوفيتية أو الصينية السابقة من الخدمة؛ توجد كاسحة ألغام واحدة فقط سوفيتية المنشأ لا تزال في الخدمة.
تؤدي القوة البحرية أساساً واجبات تستند إلى مفهوم «قوة واحدة، مهمتان». جرى تحديث الإطار القانوني من أجل تسهيل هذه المهام والتكامل بين الاتحاد الأوروبي والناتو. القوة البحرية مسؤولة أيضاً عن المساعدات الملاحية، بما في ذلك خدمة المنارات.

## وصلات خارجية
- معدات البحرية الألبانية